# (35071) 1989 TE5
1989 TE5 (asteroide 35071) é um asteroide da cintura principal. Possui uma excentricidade de 0.06703760 e uma inclinação de 4.20083º.
Este asteroide foi descoberto no dia 7 de outubro de 1989 por Eric Walter Elst em La Silla.